# Super Junior Tag Tournament
La Super Junior Tag Tournament es un torneo anual de lucha libre profesional en parejas, producido por New Japan Pro-Wrestling (NJPW).
Establecido en 2010, pero precedido por el G1 Climax Junior Heavyweight Tag League en 2001 (ganado por El Samurái y Jushin Thunder Liger), es el equivalente peso pesado junior de la World Tag League para equipos de peso pesado. De 2010 a 2017, fue nombrado Super Junior Tag Tournament y siguió un formato de eliminación directa, antes de convertirse en la actual Super Junior Tag League en 2018, cambiando a un formato de todos contra todos. Desde la primera edición del torneo, hubo dos años en los que no se llevó a cabo: en 2011 y 2020 (debido a cambios importantes en el calendario de NJPW durante la pandemia de COVID-19).

## Lista de ganadores
| Año  | Torneo                   | Ganadores                                         | N.º de victorias | Ref.   |
| ---- | ------------------------ | ------------------------------------------------- | ---------------- | ------ |
| 2010 | Super J Tag Tournament   | El Samurái & Koji Kanemoto                        | 1                | [ 2 ]  |
| 2012 | Super Jr. Tag Tournament | Time Splitters (Alex Shelley & KUSHIDA)           | 1                | [ 3 ]  |
| 2013 | Super Jr. Tag Tournament | The Young Bucks (Matt Jackson & Nick Jackson)     | 1                | [ 4 ]  |
| 2014 | Super Jr. Tag Tournament | reDRagon (Bobby Fish & Kyle O'Reilly)             | 1                | [ 5 ]  |
| 2015 | Super Jr. Tag Tournament | Matt Sydal & Ricochet                             | 1                | [ 6 ]  |
| 2016 | Super Jr. Tag Tournament | Roppongi Vice (Beretta & Rocky Romero)            | 1                | [ 7 ]  |
| 2017 | Super Jr. Tag Tournament | Roppongi 3K (Sho & Yoh)                           | 1                | [ 8 ]  |
| 2018 | Super Jr. Tag League     | Roppongi 3K (Sho & Yoh)                           | 2                | [ 9 ]  |
| 2019 | Super Jr. Tag League     | Roppongi 3K (Sho & Yoh)                           | 3                | [ 10 ] |
| 2021 | Super Jr. Tag League     | Suzuki-gun (El Desperado & Yoshinobu Kanemaru)    | 1                | [ 11 ] |
| 2022 | Super Jr. Tag League     | Chaos (Lio Rush & Yoh)                            | 1                | [ 12 ] |
| 2023 | Super Jr. Tag League     | Catch 2/2 (Francesco Akira & TJP)                 | 1                | [ 13 ] |
| 2024 | Super Jr. Tag League     | Ichiban Sweet Boys (Kosei Fujita & Robbie Eagles) | 1                | [ 14 ] |

## Resultados

### 2010
El Super J Tag Tournament fue un torneo de lucha libre profesional organizado por New Japan Pro-Wrestling que tuvo lugar el 8 de mayo. La mayoría de luchadores que participaron estaban bajo contrato con NJPW, sin embargo, participaron luchadores de otras promociones como Máscara Dorada y Valiente del Consejo Mundial de Lucha Libre, Kota Ibushi de Dramatic Dream Team, Fujita Hayato y Taro Nohashi de Michinoku Pro Wrestling, y KUSHIDA de SMASH.
El Samurái & Koji Kanemoto derrotaron a Apollo 55 (Prince Devitt & Ryusuke Taguchi) para ganar el torneo y convertirse en Campeones en Parejas Peso Pesado Junior de la IWGP.
|  | Cuartos de final                        | Cuartos de final                        | Cuartos de final                |                                 |                              | Semifinales                  | Semifinales | Semifinales |  |                            | Final                      | Final | Final |  |
|  |                                         |                                         |                                 |                                 |                              |                              |             |             |  |                            |                            |       |       |  |
|  |                                         |                                         |                                 |                                 |                              |                              |             |             |  |                            |                            |       |       |  |
|  | Fujita Hayato & Taro Nohashi            | Fujita Hayato & Taro Nohashi            | Pin                             |                                 |                              |                              |             |             |  |                            |                            |       |       |  |
|  | Fujita Hayato & Taro Nohashi            | Fujita Hayato & Taro Nohashi            | Pin                             |                                 |                              |                              |             |             |  |                            |                            |       |       |  |
|  | Jushin Thunder Liger & Nobuo Yoshihashi | Jushin Thunder Liger & Nobuo Yoshihashi | 10:51                           |                                 |                              |                              |             |             |  |                            |                            |       |       |  |
|  | Jushin Thunder Liger & Nobuo Yoshihashi | Jushin Thunder Liger & Nobuo Yoshihashi | 10:51                           |                                 | Fujita Hayato & Taro Nohashi | Fujita Hayato & Taro Nohashi | Sub         |             |  |                            |                            |       |       |  |
|  |                                         |                                         |                                 |                                 | Fujita Hayato & Taro Nohashi | Fujita Hayato & Taro Nohashi | Sub         |             |  |                            |                            |       |       |  |
|  |                                         |                                         | El Samurái & Koji Kanemoto      | El Samurái & Koji Kanemoto      | 12:45                        |                              |             |             |  |                            |                            |       |       |  |
|  | El Samurái & Koji Kanemoto              | El Samurái & Koji Kanemoto              | El Samurái & Koji Kanemoto      | El Samurái & Koji Kanemoto      | 12:45                        | Sub                          |             |             |  |                            |                            |       |       |  |
|  | El Samurái & Koji Kanemoto              | El Samurái & Koji Kanemoto              |                                 |                                 |                              |                              |             |             |  |                            |                            |       |       |  |
|  | Davey Richards & Tama Tonga             | Davey Richards & Tama Tonga             | 10:50                           |                                 |                              |                              |             |             |  |                            |                            |       |       |  |
|  | Davey Richards & Tama Tonga             | Davey Richards & Tama Tonga             | 10:50                           |                                 |                              |                              |             |             |  | El Samurái & Koji Kanemoto | El Samurái & Koji Kanemoto | Pin   |       |  |
|  |                                         |                                         |                                 |                                 |                              |                              |             |             |  | El Samurái & Koji Kanemoto | El Samurái & Koji Kanemoto | Pin   |       |  |
|  |                                         |                                         | Prince Devitt & Ryusuke Taguchi | Prince Devitt & Ryusuke Taguchi | 21:27                        |                              |             |             |  |                            |                            |       |       |  |
|  | Gedo & KUSHIDA                          | Gedo & KUSHIDA                          | Prince Devitt & Ryusuke Taguchi | Prince Devitt & Ryusuke Taguchi | 21:27                        | Pin                          |             |             |  |                            |                            |       |       |  |
|  | Gedo & KUSHIDA                          | Gedo & KUSHIDA                          |                                 |                                 |                              |                              |             |             |  |                            |                            |       |       |  |
|  | Austin Creed & Kota Ibushi              | Austin Creed & Kota Ibushi              | 13:18                           |                                 |                              |                              |             |             |  |                            |                            |       |       |  |
|  | Austin Creed & Kota Ibushi              | Austin Creed & Kota Ibushi              | 13:18                           |                                 | Gedo & KUSHIDA               | Gedo & KUSHIDA               | Pin         |             |  |                            |                            |       |       |  |
|  |                                         |                                         |                                 |                                 | Gedo & KUSHIDA               | Gedo & KUSHIDA               | Pin         |             |  |                            |                            |       |       |  |
|  |                                         |                                         | Prince Devitt & Ryusuke Taguchi | Prince Devitt & Ryusuke Taguchi | 11:36                        |                              |             |             |  |                            |                            |       |       |  |
|  | Prince Devitt & Ryusuke Taguchi         | Prince Devitt & Ryusuke Taguchi         | Prince Devitt & Ryusuke Taguchi | Prince Devitt & Ryusuke Taguchi | 11:36                        | Pin                          |             |             |  |                            |                            |       |       |  |
|  | Prince Devitt & Ryusuke Taguchi         | Prince Devitt & Ryusuke Taguchi         |                                 |                                 |                              |                              |             |             |  |                            |                            |       |       |  |
|  | Máscara Dorada & Valiente               | Máscara Dorada & Valiente               | 7:59                            |                                 |                              |                              |             |             |  |                            |                            |       |       |  |
|  | Máscara Dorada & Valiente               | Máscara Dorada & Valiente               | 7:59                            |                                 |                              |                              |             |             |  |                            |                            |       |       |  |
|  |                                         |                                         |                                 |                                 |                              |                              |             |             |  |                            |                            |       |       |  |

### 2012
El Super Jr. Tag Tournament 2012 fue un torneo de lucha libre profesional de dos noches organizado por New Japan Pro-Wrestling. La ronda preliminar se llevó a cabo el 21 de octubre, y la semifinal junto con la final se llevaron a cabo el 2 de noviembre. El torneo utilizó luchadores firmados con NJPW, pero también incluyó a Negro Casas del Consejo Mundial de Lucha Libre, Taka Michinoku de Kaientai Dojo, y el agente libre Brian Kendrick.
Time Splitters (Alex Shelley & KUSHIDA) derrotaron a Apollo 55 (Prince Devitt & Ryusuke Taguchi) para ganar el torneo y convertirse en los contendientes número uno al Campeonato en Parejas Peso Pesado Junior de la IWGP. Ellos retaron a los Campeones en Parejas Peso Pesado Junior de la IWGP Forever Hooligans (Alex Koslov & Rocky Romero) a una lucha por el título en Power Struggle el 11 de noviembre.
|  | Cuartos de final                  | Cuartos de final                  | Cuartos de final                |                                 |                            | Semifinales                | Semifinales | Semifinales |  |                                 | Final                           | Final | Final |  |
|  |                                   |                                   |                                 |                                 |                            |                            |             |             |  |                                 |                                 |       |       |  |
|  |                                   |                                   |                                 |                                 |                            |                            |             |             |  |                                 |                                 |       |       |  |
|  | Jushin Thunder Liger & Tiger Mask | Jushin Thunder Liger & Tiger Mask | Pin                             |                                 |                            |                            |             |             |  |                                 |                                 |       |       |  |
|  | Jushin Thunder Liger & Tiger Mask | Jushin Thunder Liger & Tiger Mask | Pin                             |                                 |                            |                            |             |             |  |                                 |                                 |       |       |  |
|  | Alex Koslov & Rocky Romero        | Alex Koslov & Rocky Romero        | 9:28                            |                                 |                            |                            |             |             |  |                                 |                                 |       |       |  |
|  | Alex Koslov & Rocky Romero        | Alex Koslov & Rocky Romero        | 9:28                            |                                 | Alex Koslov & Rocky Romero | Alex Koslov & Rocky Romero | Pin         |             |  |                                 |                                 |       |       |  |
|  |                                   |                                   |                                 |                                 | Alex Koslov & Rocky Romero | Alex Koslov & Rocky Romero | Pin         |             |  |                                 |                                 |       |       |  |
|  |                                   |                                   | Prince Devitt & Ryusuke Taguchi | Prince Devitt & Ryusuke Taguchi | 9:19                       |                            |             |             |  |                                 |                                 |       |       |  |
|  | Prince Devitt & Ryusuke Taguchi   | Prince Devitt & Ryusuke Taguchi   | Prince Devitt & Ryusuke Taguchi | Prince Devitt & Ryusuke Taguchi | 9:19                       | Pin                        |             |             |  |                                 |                                 |       |       |  |
|  | Prince Devitt & Ryusuke Taguchi   | Prince Devitt & Ryusuke Taguchi   |                                 |                                 |                            |                            |             |             |  |                                 |                                 |       |       |  |
|  | Brian Kendrick & Low Ki           | Brian Kendrick & Low Ki           | 10:03                           |                                 |                            |                            |             |             |  |                                 |                                 |       |       |  |
|  | Brian Kendrick & Low Ki           | Brian Kendrick & Low Ki           | 10:03                           |                                 |                            |                            |             |             |  | Prince Devitt & Ryusuke Taguchi | Prince Devitt & Ryusuke Taguchi | Pin   |       |  |
|  |                                   |                                   |                                 |                                 |                            |                            |             |             |  | Prince Devitt & Ryusuke Taguchi | Prince Devitt & Ryusuke Taguchi | Pin   |       |  |
|  |                                   |                                   | Alex Shelley & KUSHIDA          | Alex Shelley & KUSHIDA          | 16:42                      |                            |             |             |  |                                 |                                 |       |       |  |
|  | Alex Shelley & KUSHIDA            | Alex Shelley & KUSHIDA            | Alex Shelley & KUSHIDA          | Alex Shelley & KUSHIDA          | 16:42                      | Pin                        |             |             |  |                                 |                                 |       |       |  |
|  | Alex Shelley & KUSHIDA            | Alex Shelley & KUSHIDA            |                                 |                                 |                            |                            |             |             |  |                                 |                                 |       |       |  |
|  | Jado & Gedo                       | Jado & Gedo                       | 13:26                           |                                 |                            |                            |             |             |  |                                 |                                 |       |       |  |
|  | Jado & Gedo                       | Jado & Gedo                       | 13:26                           |                                 | Alex Shelley & KUSHIDA     | Alex Shelley & KUSHIDA     | Pin         |             |  |                                 |                                 |       |       |  |
|  |                                   |                                   |                                 |                                 | Alex Shelley & KUSHIDA     | Alex Shelley & KUSHIDA     | Pin         |             |  |                                 |                                 |       |       |  |
|  |                                   |                                   | Taichi & Taka Michinoku         | Taichi & Taka Michinoku         | 8:13                       |                            |             |             |  |                                 |                                 |       |       |  |
|  | Bushi & Negro Casas               | Bushi & Negro Casas               | Taichi & Taka Michinoku         | Taichi & Taka Michinoku         | 8:13                       | Pin                        |             |             |  |                                 |                                 |       |       |  |
|  | Bushi & Negro Casas               | Bushi & Negro Casas               |                                 |                                 |                            |                            |             |             |  |                                 |                                 |       |       |  |
|  | Taichi & Taka Michinoku           | Taichi & Taka Michinoku           | 10:24                           |                                 |                            |                            |             |             |  |                                 |                                 |       |       |  |
|  | Taichi & Taka Michinoku           | Taichi & Taka Michinoku           | 10:24                           |                                 |                            |                            |             |             |  |                                 |                                 |       |       |  |
|  |                                   |                                   |                                 |                                 |                            |                            |             |             |  |                                 |                                 |       |       |  |

### 2013
El Super Jr. Tag Tournament 2013 fue un torneo de lucha libre profesional de dos noches organizado por New Japan Pro-Wrestling. La ronda preliminar tuvo lugar el 25 de octubre, y la semifinal junto con la final el 6 de noviembre. Los debutantes Young Bucks ganaron el torneo y el 9 de noviembre en Power Struggle, derrotaron a Taichi & Taka Michinoku para ganar también el Campeonato en Parejas Peso Pesado Junior de la IWGP.
|  | Cuartos de final                  | Cuartos de final                  | Cuartos de final  |                   |                  | Semifinales      | Semifinales | Semifinales |  |                 | Final           | Final | Final |  |
|  |                                   |                                   |                   |                   |                  |                  |             |             |  |                 |                 |       |       |  |
|  |                                   |                                   |                   |                   |                  |                  |             |             |  |                 |                 |       |       |  |
|  | Jushin Thunder Liger & Tiger Mask | Jushin Thunder Liger & Tiger Mask | Pin               |                   |                  |                  |             |             |  |                 |                 |       |       |  |
|  | Jushin Thunder Liger & Tiger Mask | Jushin Thunder Liger & Tiger Mask | Pin               |                   |                  |                  |             |             |  |                 |                 |       |       |  |
|  | Jado & Gedo                       | Jado & Gedo                       | 9:16              |                   |                  |                  |             |             |  |                 |                 |       |       |  |
|  | Jado & Gedo                       | Jado & Gedo                       | 9:16              |                   | Jado & Gedo      | Jado & Gedo      | Pin         |             |  |                 |                 |       |       |  |
|  |                                   |                                   |                   |                   | Jado & Gedo      | Jado & Gedo      | Pin         |             |  |                 |                 |       |       |  |
|  |                                   |                                   | The Young Bucks   | The Young Bucks   | 9:31             |                  |             |             |  |                 |                 |       |       |  |
|  | Beretta & Brian Kendrick          | Beretta & Brian Kendrick          | The Young Bucks   | The Young Bucks   | 9:31             | Pin              |             |             |  |                 |                 |       |       |  |
|  | Beretta & Brian Kendrick          | Beretta & Brian Kendrick          |                   |                   |                  |                  |             |             |  |                 |                 |       |       |  |
|  | The Young Bucks                   | The Young Bucks                   | 10:35             |                   |                  |                  |             |             |  |                 |                 |       |       |  |
|  | The Young Bucks                   | The Young Bucks                   | 10:35             |                   |                  |                  |             |             |  | The Young Bucks | The Young Bucks | Pin   |       |  |
|  |                                   |                                   |                   |                   |                  |                  |             |             |  | The Young Bucks | The Young Bucks | Pin   |       |  |
|  |                                   |                                   | Forever Hooligans | Forever Hooligans | 19:13            |                  |             |             |  |                 |                 |       |       |  |
|  | KUSHIDA & Yohei Komatsu           | KUSHIDA & Yohei Komatsu           | Forever Hooligans | Forever Hooligans | 19:13            | Pin              |             |             |  |                 |                 |       |       |  |
|  | KUSHIDA & Yohei Komatsu           | KUSHIDA & Yohei Komatsu           |                   |                   |                  |                  |             |             |  |                 |                 |       |       |  |
|  | Bushi & Valiente                  | Bushi & Valiente                  | 9:37              |                   |                  |                  |             |             |  |                 |                 |       |       |  |
|  | Bushi & Valiente                  | Bushi & Valiente                  | 9:37              |                   | Bushi & Valiente | Bushi & Valiente | Pin         |             |  |                 |                 |       |       |  |
|  |                                   |                                   |                   |                   | Bushi & Valiente | Bushi & Valiente | Pin         |             |  |                 |                 |       |       |  |
|  |                                   |                                   | Forever Hooligans | Forever Hooligans | 10:28            |                  |             |             |  |                 |                 |       |       |  |
|  | Forever Hooligans                 | Forever Hooligans                 | Forever Hooligans | Forever Hooligans | 10:28            | Pin              |             |             |  |                 |                 |       |       |  |
|  | Forever Hooligans                 | Forever Hooligans                 |                   |                   |                  |                  |             |             |  |                 |                 |       |       |  |
|  | Taichi & Taka Michinoku           | Taichi & Taka Michinoku           | 9:06              |                   |                  |                  |             |             |  |                 |                 |       |       |  |
|  | Taichi & Taka Michinoku           | Taichi & Taka Michinoku           | 9:06              |                   |                  |                  |             |             |  |                 |                 |       |       |  |
|  |                                   |                                   |                   |                   |                  |                  |             |             |  |                 |                 |       |       |  |

### 2014
El Super Jr. Tag Tournament 2014 fue un torneo de lucha libre profesional de cuatro noches organizado por New Japan Pro-Wrestling. La ronda preliminar tuvo lugar el 25 de octubre, las semifinales el 1 y 2 de noviembre y la final el 3 de noviembre. Por tercer año consecutivo, el equipo ganador del torneo, reDRagon, consiguieron ganar más tarde el Campeonato en Parejas Peso Pesado Junior de la IWGP en el evento Power Struggle.
|  | Cuartos de final                  | Cuartos de final                  | Cuartos de final      |                       |                   | Semifinales       | Semifinales | Semifinales |  |                 | Final           | Final | Final |  |
|  |                                   |                                   |                       |                       |                   |                   |             |             |  |                 |                 |       |       |  |
|  |                                   |                                   |                       |                       |                   |                   |             |             |  |                 |                 |       |       |  |
|  | Jushin Thunder Liger & Tiger Mask | Jushin Thunder Liger & Tiger Mask | Pin                   |                       |                   |                   |             |             |  |                 |                 |       |       |  |
|  | Jushin Thunder Liger & Tiger Mask | Jushin Thunder Liger & Tiger Mask | Pin                   |                       |                   |                   |             |             |  |                 |                 |       |       |  |
|  | The Young Bucks                   | The Young Bucks                   | 8:32                  |                       |                   |                   |             |             |  |                 |                 |       |       |  |
|  | The Young Bucks                   | The Young Bucks                   | 8:32                  |                       | The Young Bucks   | The Young Bucks   | Pin         |             |  |                 |                 |       |       |  |
|  |                                   |                                   |                       |                       | The Young Bucks   | The Young Bucks   | Pin         |             |  |                 |                 |       |       |  |
|  |                                   |                                   | El Desperado & Taichi | El Desperado & Taichi | 12:04             |                   |             |             |  |                 |                 |       |       |  |
|  | Fuego & Ryusuke Taguchi           | Fuego & Ryusuke Taguchi           | El Desperado & Taichi | El Desperado & Taichi | 12:04             | Pin               |             |             |  |                 |                 |       |       |  |
|  | Fuego & Ryusuke Taguchi           | Fuego & Ryusuke Taguchi           |                       |                       |                   |                   |             |             |  |                 |                 |       |       |  |
|  | El Desperado & Taichi             | El Desperado & Taichi             | 12:19                 |                       |                   |                   |             |             |  |                 |                 |       |       |  |
|  | El Desperado & Taichi             | El Desperado & Taichi             | 12:19                 |                       |                   |                   |             |             |  | The Young Bucks | The Young Bucks | Pin   |       |  |
|  |                                   |                                   |                       |                       |                   |                   |             |             |  | The Young Bucks | The Young Bucks | Pin   |       |  |
|  |                                   |                                   | reDRagon              | reDRagon              | 15:04             |                   |             |             |  |                 |                 |       |       |  |
|  | Time Splitters                    | Time Splitters                    | reDRagon              | reDRagon              | 15:04             | Pin               |             |             |  |                 |                 |       |       |  |
|  | Time Splitters                    | Time Splitters                    |                       |                       |                   |                   |             |             |  |                 |                 |       |       |  |
|  | Forever Hooligans                 | Forever Hooligans                 | 15:43                 |                       |                   |                   |             |             |  |                 |                 |       |       |  |
|  | Forever Hooligans                 | Forever Hooligans                 | 15:43                 |                       | Forever Hooligans | Forever Hooligans | Pin         |             |  |                 |                 |       |       |  |
|  |                                   |                                   |                       |                       | Forever Hooligans | Forever Hooligans | Pin         |             |  |                 |                 |       |       |  |
|  |                                   |                                   | reDRagon              | reDRagon              | 15:03             |                   |             |             |  |                 |                 |       |       |  |
|  | Bushi & Máscara Dorada            | Bushi & Máscara Dorada            | reDRagon              | reDRagon              | 15:03             | Pin               |             |             |  |                 |                 |       |       |  |
|  | Bushi & Máscara Dorada            | Bushi & Máscara Dorada            |                       |                       |                   |                   |             |             |  |                 |                 |       |       |  |
|  | reDRagon                          | reDRagon                          | 10:21                 |                       |                   |                   |             |             |  |                 |                 |       |       |  |
|  | reDRagon                          | reDRagon                          | 10:21                 |                       |                   |                   |             |             |  |                 |                 |       |       |  |
|  |                                   |                                   |                       |                       |                   |                   |             |             |  |                 |                 |       |       |  |

### 2015

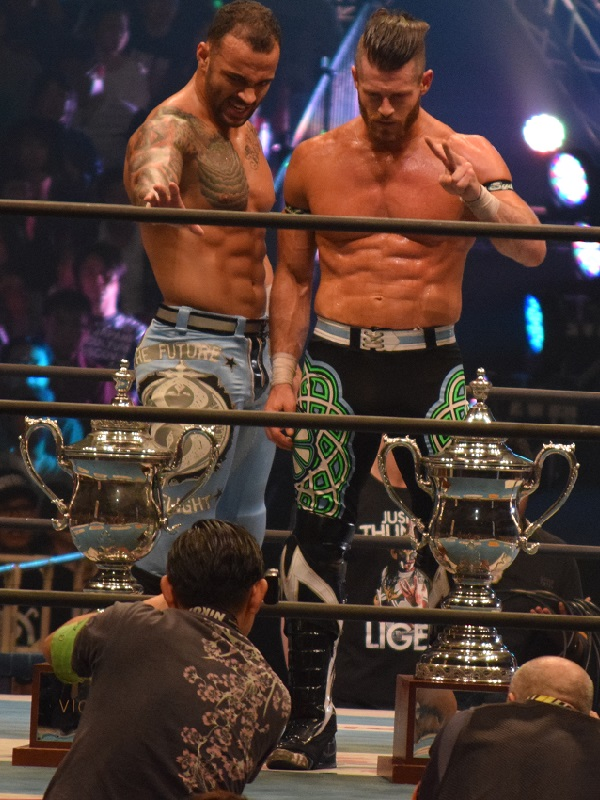
Ricochet y Matt Sydal al ganar el torneo en 2015.

El Super Jr. Tag Tournament 2015 fue un torneo de lucha libre profesional de tres noches organizado por New Japan Pro-Wrestling. La ronda preliminar se llevó a cabo el 24 de octubre, las semifinales el 1 de noviembre y la final el 7 de noviembre en Power Struggle.
|  | Cuartos de final                  | Cuartos de final                  | Cuartos de final      |                       |                 | Semifinales     | Semifinales | Semifinales |  |               | Final         | Final | Final |  |
|  |                                   |                                   |                       |                       |                 |                 |             |             |  |               |               |       |       |  |
|  |                                   |                                   |                       |                       |                 |                 |             |             |  |               |               |       |       |  |
|  | Jushin Thunder Liger & Tiger Mask | Jushin Thunder Liger & Tiger Mask | Pin                   |                       |                 |                 |             |             |  |               |               |       |       |  |
|  | Jushin Thunder Liger & Tiger Mask | Jushin Thunder Liger & Tiger Mask | Pin                   |                       |                 |                 |             |             |  |               |               |       |       |  |
|  | reDRagon                          | reDRagon                          | 10:24                 |                       |                 |                 |             |             |  |               |               |       |       |  |
|  | reDRagon                          | reDRagon                          | 10:24                 |                       | reDRagon        | reDRagon        | Pin         |             |  |               |               |       |       |  |
|  |                                   |                                   |                       |                       | reDRagon        | reDRagon        | Pin         |             |  |               |               |       |       |  |
|  |                                   |                                   | Roppongi Vice         | Roppongi Vice         | 20:06           |                 |             |             |  |               |               |       |       |  |
|  | Roppongi Vice                     | Roppongi Vice                     | Roppongi Vice         | Roppongi Vice         | 20:06           | Pin             |             |             |  |               |               |       |       |  |
|  | Roppongi Vice                     | Roppongi Vice                     |                       |                       |                 |                 |             |             |  |               |               |       |       |  |
|  | Chase Owens & Kenny Omega         | Chase Owens & Kenny Omega         | 13:11                 |                       |                 |                 |             |             |  |               |               |       |       |  |
|  | Chase Owens & Kenny Omega         | Chase Owens & Kenny Omega         | 13:11                 |                       |                 |                 |             |             |  | Roppongi Vice | Roppongi Vice | Pin   |       |  |
|  |                                   |                                   |                       |                       |                 |                 |             |             |  | Roppongi Vice | Roppongi Vice | Pin   |       |  |
|  |                                   |                                   | Matt Sydal & Ricochet | Matt Sydal & Ricochet | 16:06           |                 |             |             |  |               |               |       |       |  |
|  | Máscara Dorada & Ryusuke Taguchi  | Máscara Dorada & Ryusuke Taguchi  | Matt Sydal & Ricochet | Matt Sydal & Ricochet | 16:06           | Pin             |             |             |  |               |               |       |       |  |
|  | Máscara Dorada & Ryusuke Taguchi  | Máscara Dorada & Ryusuke Taguchi  |                       |                       |                 |                 |             |             |  |               |               |       |       |  |
|  | The Young Bucks                   | The Young Bucks                   | 11:08                 |                       |                 |                 |             |             |  |               |               |       |       |  |
|  | The Young Bucks                   | The Young Bucks                   | 11:08                 |                       | The Young Bucks | The Young Bucks | Pin         |             |  |               |               |       |       |  |
|  |                                   |                                   |                       |                       | The Young Bucks | The Young Bucks | Pin         |             |  |               |               |       |       |  |
|  |                                   |                                   | Matt Sydal & Ricochet | Matt Sydal & Ricochet | 12:05           |                 |             |             |  |               |               |       |       |  |
|  | Time Splitters                    | Time Splitters                    | Matt Sydal & Ricochet | Matt Sydal & Ricochet | 12:05           | Pin             |             |             |  |               |               |       |       |  |
|  | Time Splitters                    | Time Splitters                    |                       |                       |                 |                 |             |             |  |               |               |       |       |  |
|  | Matt Sydal & Ricochet             | Matt Sydal & Ricochet             | 18:48                 |                       |                 |                 |             |             |  |               |               |       |       |  |
|  | Matt Sydal & Ricochet             | Matt Sydal & Ricochet             | 18:48                 |                       |                 |                 |             |             |  |               |               |       |       |  |
|  |                                   |                                   |                       |                       |                 |                 |             |             |  |               |               |       |       |  |

### 2016

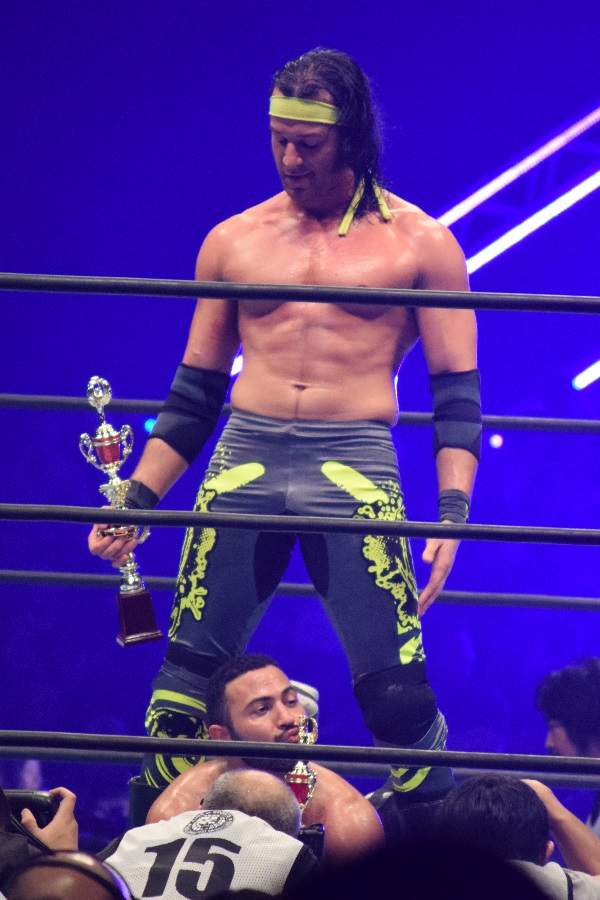
Roppongi Vice al ganar el torneo en 2016.

El Super Jr. Tag Tournament 2016 fue un torneo de lucha libre profesional de cuatro noches organizado por New Japan Pro-Wrestling. La ronda preliminar tuvo lugar el 21 y 25 de octubre, las semifinales el 30 de octubre y la final el 5 de noviembre en Power Struggle.
|  | Cuartos de final                  | Cuartos de final                  | Cuartos de final     |                      |                         | Semifinales             | Semifinales | Semifinales |  |               | Final         | Final | Final |  |
|  |                                   |                                   |                      |                      |                         |                         |             |             |  |               |               |       |       |  |
|  |                                   |                                   |                      |                      |                         |                         |             |             |  |               |               |       |       |  |
|  | Jushin Thunder Liger & Tiger Mask | Jushin Thunder Liger & Tiger Mask | Sub                  |                      |                         |                         |             |             |  |               |               |       |       |  |
|  | Jushin Thunder Liger & Tiger Mask | Jushin Thunder Liger & Tiger Mask | Sub                  |                      |                         |                         |             |             |  |               |               |       |       |  |
|  | Fuego & Ryusuke Taguchi           | Fuego & Ryusuke Taguchi           | 9:55                 |                      |                         |                         |             |             |  |               |               |       |       |  |
|  | Fuego & Ryusuke Taguchi           | Fuego & Ryusuke Taguchi           | 9:55                 |                      | Fuego & Ryusuke Taguchi | Fuego & Ryusuke Taguchi | Pin         |             |  |               |               |       |       |  |
|  |                                   |                                   |                      |                      | Fuego & Ryusuke Taguchi | Fuego & Ryusuke Taguchi | Pin         |             |  |               |               |       |       |  |
|  |                                   |                                   | Roppongi Vice        | Roppongi Vice        | 15:26                   |                         |             |             |  |               |               |       |       |  |
|  | Ángel de Oro & Titán              | Ángel de Oro & Titán              | Roppongi Vice        | Roppongi Vice        | 15:26                   | Pin                     |             |             |  |               |               |       |       |  |
|  | Ángel de Oro & Titán              | Ángel de Oro & Titán              |                      |                      |                         |                         |             |             |  |               |               |       |       |  |
|  | Roppongi Vice                     | Roppongi Vice                     | 12:55                |                      |                         |                         |             |             |  |               |               |       |       |  |
|  | Roppongi Vice                     | Roppongi Vice                     | 12:55                |                      |                         |                         |             |             |  | Roppongi Vice | Roppongi Vice | Pin   |       |  |
|  |                                   |                                   |                      |                      |                         |                         |             |             |  | Roppongi Vice | Roppongi Vice | Pin   |       |  |
|  |                                   |                                   | ACH & Taiji Ishimori | ACH & Taiji Ishimori | 18:49                   |                         |             |             |  |               |               |       |       |  |
|  | David Finlay Jr. & Ricochet       | David Finlay Jr. & Ricochet       | ACH & Taiji Ishimori | ACH & Taiji Ishimori | 18:49                   | Pin                     |             |             |  |               |               |       |       |  |
|  | David Finlay Jr. & Ricochet       | David Finlay Jr. & Ricochet       |                      |                      |                         |                         |             |             |  |               |               |       |       |  |
|  | Gedo & Will Ospreay               | Gedo & Will Ospreay               | 8:47                 |                      |                         |                         |             |             |  |               |               |       |       |  |
|  | Gedo & Will Ospreay               | Gedo & Will Ospreay               | 8:47                 |                      | David Finlay & Ricochet | David Finlay & Ricochet | Pin         |             |  |               |               |       |       |  |
|  |                                   |                                   |                      |                      | David Finlay & Ricochet | David Finlay & Ricochet | Pin         |             |  |               |               |       |       |  |
|  |                                   |                                   | ACH & Taiji Ishimori | ACH & Taiji Ishimori | 15:57                   |                         |             |             |  |               |               |       |       |  |
|  | ACH & Taiji Ishimori              | ACH & Taiji Ishimori              | ACH & Taiji Ishimori | ACH & Taiji Ishimori | 15:57                   | Pin                     |             |             |  |               |               |       |       |  |
|  | ACH & Taiji Ishimori              | ACH & Taiji Ishimori              |                      |                      |                         |                         |             |             |  |               |               |       |       |  |
|  | The Young Bucks                   | The Young Bucks                   | 17:40                |                      |                         |                         |             |             |  |               |               |       |       |  |
|  | The Young Bucks                   | The Young Bucks                   | 17:40                |                      |                         |                         |             |             |  |               |               |       |       |  |
|  |                                   |                                   |                      |                      |                         |                         |             |             |  |               |               |       |       |  |

### 2017

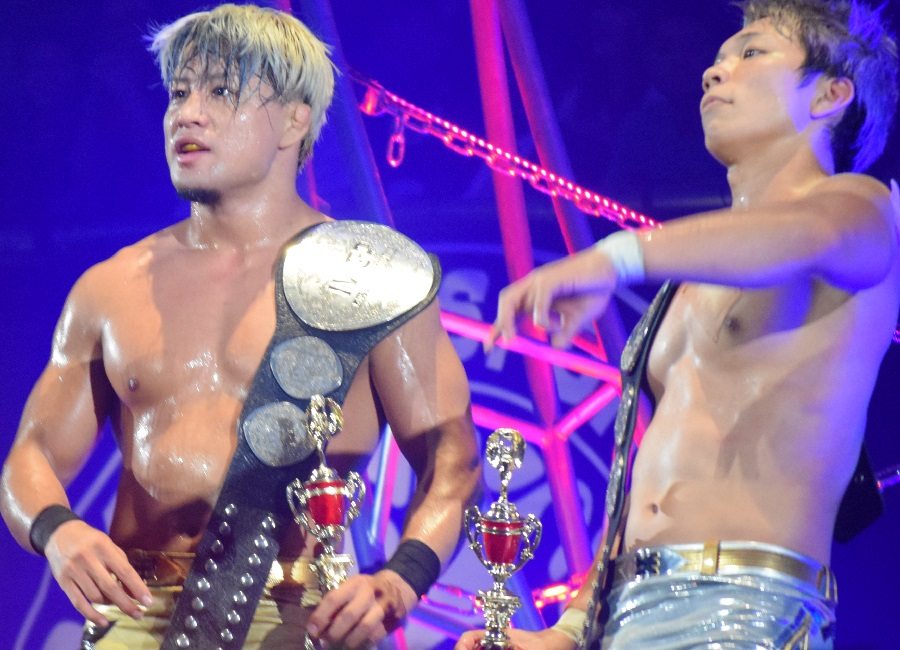
Roppongi 3K al ganar el torneo en 2017.

El Super Jr. Tag Tournament 2017 fue un torneo de lucha libre profesional de cuatro noches organizado por New Japan Pro-Wrestling. La ronda preliminar tuvo lugar el 23 y 29 de octubre, las semifinales el 30 de octubre y la final el 5 de noviembre en Power Struggle.
|  | Cuartos de final                  | Cuartos de final                  | Cuartos de final         |                          |                                   | Semifinales                       | Semifinales | Semifinales |  |             | Final       | Final | Final |  |
|  |                                   |                                   |                          |                          |                                   |                                   |             |             |  |             |             |       |       |  |
|  |                                   |                                   |                          |                          |                                   |                                   |             |             |  |             |             |       |       |  |
|  | Hirai Kawato & KUSHIDA            | Hirai Kawato & KUSHIDA            | Pin                      |                          |                                   |                                   |             |             |  |             |             |       |       |  |
|  | Hirai Kawato & KUSHIDA            | Hirai Kawato & KUSHIDA            | Pin                      |                          |                                   |                                   |             |             |  |             |             |       |       |  |
|  | Roppongi 3K                       | Roppongi 3K                       | 12:39                    |                          |                                   |                                   |             |             |  |             |             |       |       |  |
|  | Roppongi 3K                       | Roppongi 3K                       | 12:39                    |                          | Roppongi 3K                       | Roppongi 3K                       | Pin         |             |  |             |             |       |       |  |
|  |                                   |                                   |                          |                          | Roppongi 3K                       | Roppongi 3K                       | Pin         |             |  |             |             |       |       |  |
|  |                                   |                                   | Bushi & Hiromu Takahashi | Bushi & Hiromu Takahashi | 20:34                             |                                   |             |             |  |             |             |       |       |  |
|  | Dragon Lee & Titán                | Dragon Lee & Titán                | Bushi & Hiromu Takahashi | Bushi & Hiromu Takahashi | 20:34                             | Pin                               |             |             |  |             |             |       |       |  |
|  | Dragon Lee & Titán                | Dragon Lee & Titán                |                          |                          |                                   |                                   |             |             |  |             |             |       |       |  |
|  | Bushi & Hiromu Takahashi          | Bushi & Hiromu Takahashi          | 20:20                    |                          |                                   |                                   |             |             |  |             |             |       |       |  |
|  | Bushi & Hiromu Takahashi          | Bushi & Hiromu Takahashi          | 20:20                    |                          |                                   |                                   |             |             |  | Roppongi 3K | Roppongi 3K | Pin   |       |  |
|  |                                   |                                   |                          |                          |                                   |                                   |             |             |  | Roppongi 3K | Roppongi 3K | Pin   |       |  |
|  |                                   |                                   | ACH & Ryusuke Taguchi    | ACH & Ryusuke Taguchi    | 15:51                             |                                   |             |             |  |             |             |       |       |  |
|  | Jushin Thunder Liger & Tiger Mask | Jushin Thunder Liger & Tiger Mask | ACH & Ryusuke Taguchi    | ACH & Ryusuke Taguchi    | 15:51                             | Pin                               |             |             |  |             |             |       |       |  |
|  | Jushin Thunder Liger & Tiger Mask | Jushin Thunder Liger & Tiger Mask |                          |                          |                                   |                                   |             |             |  |             |             |       |       |  |
|  | El Desperado & Yoshinobu Kanemaru | El Desperado & Yoshinobu Kanemaru | 17:28                    |                          |                                   |                                   |             |             |  |             |             |       |       |  |
|  | El Desperado & Yoshinobu Kanemaru | El Desperado & Yoshinobu Kanemaru | 17:28                    |                          | El Desperado & Yoshinobu Kanemaru | El Desperado & Yoshinobu Kanemaru | Pin         |             |  |             |             |       |       |  |
|  |                                   |                                   |                          |                          | El Desperado & Yoshinobu Kanemaru | El Desperado & Yoshinobu Kanemaru | Pin         |             |  |             |             |       |       |  |
|  |                                   |                                   | ACH & Ryusuke Taguchi    | ACH & Ryusuke Taguchi    | 17:06                             |                                   |             |             |  |             |             |       |       |  |
|  | ACH & Ryusuke Taguchi             | ACH & Ryusuke Taguchi             | ACH & Ryusuke Taguchi    | ACH & Ryusuke Taguchi    | 17:06                             | Pin                               |             |             |  |             |             |       |       |  |
|  | ACH & Ryusuke Taguchi             | ACH & Ryusuke Taguchi             |                          |                          |                                   |                                   |             |             |  |             |             |       |       |  |
|  | Taichi & Taka Michinoku           | Taichi & Taka Michinoku           | 18:42                    |                          |                                   |                                   |             |             |  |             |             |       |       |  |
|  | Taichi & Taka Michinoku           | Taichi & Taka Michinoku           | 18:42                    |                          |                                   |                                   |             |             |  |             |             |       |       |  |
|  |                                   |                                   |                          |                          |                                   |                                   |             |             |  |             |             |       |       |  |

### 2018
El Super Jr. Tag League 2018 fue un torneo de lucha libre profesional de trece noches organizado por New Japan Pro-Wrestling. Contó con ocho equipos en un solo bloque. Los combates por bloque se llevaron a cabo del 16 de octubre al 1 de noviembre de 2018 con los dos primeros equipos avanzando a la final, el 3 de noviembre, en Power Struggle. Debido a un empate entre los tres primeros equipos en la parte superior de la tabla de posiciones, la final fue una triple threat match entre esos tres equipos.
| Suzuki-gun (Yoshinobu Kanemaru & El Desperado)     | 10 |
| Los Ingobernables de Japón (Bushi & Shingo Takagi) | 10 |
| Roppongi 3K (Sho & Yoh)                            | 10 |
| Firing Squad BC (Taiji Ishimori & Robbie Eagles)   | 6  |
| KUSHIDA & Chris Sabin                              | 6  |
| ACH & Ryusuke Taguchi                              | 6  |
| Jushin Thunder Liger & Tiger Mask                  | 4  |
| Volador Jr. & Soberano Jr.                         | 4  |

| Resultados            | Bushi Takagi               | Liger Tiger                | KUSHIDA Sabin              | ACH Taguchi              | Volador Soberano           | Sho Yoh              | Ishimori Eagles            | Kanemaru El Desperado      |
| --------------------- | -------------------------- | -------------------------- | -------------------------- | ------------------------ | -------------------------- | -------------------- | -------------------------- | -------------------------- |
| Bushi Takagi          | —                          | Liger Tiger (10:30)        | Bushi Takagi (16:53)       | Bushi Takagi (12:20)     | Bushi Takagi (13:42)       | Bushi Takagi (21:18) | Bushi Takagi (18:00)       | Kanemaru Desperado (18:04) |
| Liger Tiger           | Liger Tiger (10:30)        | —                          | KUSHIDA Sabin (10:20)      | ACH Taguchi (12:42)      | Liger Tiger (11:06)        | Sho Yoh (11:33)      | Ishimori Eagles (11:04)    | Kanemaru Desperado (11:55) |
| KUSHIDA Sabin         | Bushi Takagi (16:53)       | KUSHIDA Sabin (10:20)      | —                          | KUSHIDA Sabin (13:58)    | KUSHIDA Sabin (10:32)      | Sho Yoh (15:18)      | Ishimori Eagles (12:31)    | Kanemaru Desperado (14:40) |
| ACH Taguchi           | Bushi Takagi (12:20)       | ACH Taguchi (12:42)        | KUSHIDA Sabin (13:58)      | —                        | Volador Soberano (10:33)   | ACH Taguchi (18:33)  | Ishimori Eagles (13:33)    | ACH Taguchi (13:17)        |
| Volador Soberano      | Bushi Takagi (13:42)       | Liger Tiger (11:06)        | KUSHIDA Sabin (10:32)      | Volador Soberano (10:33) | —                          | Sho Yoh (11:55)      | Volador Soberano (8:56)    | Kanemaru Desperado (12:32) |
| Sho Yoh               | Bushi Takagi (21:18)       | Sho Yoh (11:33)            | Sho Yoh (15:18)            | ACH Taguchi (18:33)      | Sho Yoh (11:55)            | —                    | Sho Yoh (10:50)            | Sho Yoh (13:14)            |
| Ishimori Eagles       | Bushi Takagi (18:00)       | Ishimori Eagles (11:04)    | Ishimori Eagles (12:31)    | Ishimori Eagles (13:33)  | Volador Soberano (8:56)    | Sho Yoh (10:50)      | —                          | Kanemaru Desperado (10:02) |
| Kanemaru El Desperado | Kanemaru Desperado (18:04) | Kanemaru Desperado (11:55) | Kanemaru Desperado (14:40) | ACH Taguchi (13:17)      | Kanemaru Desperado (12:32) | Sho Yoh (13:14)      | Kanemaru Desperado (10:02) | —                          |

|  | Final |                         |       |  |
|  |       |                         |       |  |
|  | 1     | Kanemaru & Desperado    | Pin   |  |
|  | 1     | Kanemaru & Desperado    | Pin   |  |
|  | 11    | Bushi & TakagiSho & Yoh | 15:55 |  |
|  | 11    | Bushi & TakagiSho & Yoh | 15:55 |  |

### 2019
El Super Jr. Tag League 2019 fue un torneo de lucha libre profesional de quince noches organizado por New Japan Pro-Wrestling. Contó con ocho equipos en un solo bloque. Los combates por bloque se llevaron a cabo del 16 de octubre al 1 de noviembre de 2019 con los dos primeros equipos avanzando a la final, el 3 de noviembre, en Power Struggle.
| Suzuki-gun (Yoshinobu Kanemaru & El Desperado) | 10 |
| Roppongi 3K (Sho & Yoh)                        | 10 |
| Bullet Club (Taiji Ishimori & El Phantasmo)    | 10 |
| Birds of Prey (Will Ospreay & Robbie Eagles)   | 8  |
| Volador Jr. & Titán                            | 8  |
| Ryusuke Taguchi & Rocky Romero                 | 8  |
| TJP & Clark Connors                            | 2  |
| Tiger Mask & Yuya Uemura                       | 0  |

| Resultados            | Ospreay Eagles             | Tiger Uemura               | TJP Connors                | Taguchi Romero             | Volador Titán              | Sho Yoh                    | Ishimori El Phantasmo      | Kanemaru El Desperado      |
| --------------------- | -------------------------- | -------------------------- | -------------------------- | -------------------------- | -------------------------- | -------------------------- | -------------------------- | -------------------------- |
| Ospreay Eagles        | —                          | Ospreay Eagles (11:33)     | Ospreay Eagles (15:30)     | Ospreay Eagles (22:13)     | Ospreay Eagles (10:58)     | Sho Yoh (21:15)            | Ishimori Phantasmo (22:17) | Kanemaru Desperado (16:24) |
| Tiger Uemura          | Ospreay Eagles (11:33)     | —                          | TJP Connors (15:06)        | Taguchi Romero (12:32)     | Volador Titán (12:58)      | Sho Yoh (16:10)            | Ishimori Phantasmo (11:36) | Kanemaru Desperado (14:55) |
| TJP Connors           | Ospreay Eagles (15:30)     | TJP Connors (15:06)        | —                          | Taguchi Romero (15:37)     | Volador Titán (12:24)      | Sho Yoh (13:31)            | Ishimori Phantasmo (11:13) | Kanemaru Desperado (12:18) |
| Taguchi Romero        | Ospreay Eagles (22:13)     | Taguchi Romero (12:32)     | Taguchi Romero (15:37)     | —                          | Volador Titán (13:57)      | Taguchi Romero (23:12)     | Ishimori Phantasmo (15:58) | Taguchi Romero (13:34)     |
| Volador Titán         | Ospreay Eagles (10:58)     | Volador Titán (12:58)      | Volador Titán (12:24)      | Volador Titán (13:57)      | —                          | Sho Yoh (16:25)            | Ishimori Phantasmo (14:22) | Volador Titán (12:03)      |
| Sho Yoh               | Sho Yoh (21:15)            | Sho Yoh (16:10)            | Sho Yoh (13:31)            | Taguchi Romero (23:12)     | Sho Yoh (16:25)            | —                          | Sho Yoh (17:28)            | Kanemaru Desperado (15:28) |
| Ishimori El Phantasmo | Ishimori Phantasmo (22:17) | Ishimori Phantasmo (11:36) | Ishimori Phantasmo (11:13) | Ishimori Phantasmo (15:58) | Ishimori Phantasmo (14:22) | Sho Yoh (17:28)            | —                          | Kanemaru Desperado (15:36) |
| Kanemaru El Desperado | Kanemaru Desperado (16:24) | Kanemaru Desperado (14:55) | Kanemaru Desperado (12:18) | Taguchi Romero (13:34)     | Volador Titán (12:03)      | Kanemaru Desperado (15:28) | Kanemaru Desperado (15:36) | —                          |

|  | Final |                         |         |  |
|  |       |                         |         |  |
|  | 1     | Kanemaru & El Desperado | Pin     |  |
|  | 1     | Kanemaru & El Desperado | Pin     |  |
|  | 2     | Sho & Yoh               | (14:13) |  |
|  | 2     | Sho & Yoh               | (14:13) |  |

### 2021
El Super Jr. Tag League 2021 fue un torneo de lucha libre profesional de cinco noches organizado por New Japan Pro-Wrestling. Contó con seis equipos en un solo bloque, con el equipo ganador siendo aquel que ocupó el primer lugar en la tabla de posiciones. Los combates por bloque se llevaron a cabo del 7 al 17 de agosto de 2021 durante el tour de Summer Struggle 2021 en el Pabellón Korakuen.
| Suzuki-gun (Yoshinobu Kanemaru & El Desperado) | 8 |
| Bullet Club (Taiji Ishimori & El Phantasmo)    | 8 |
| Ryusuke Taguchi & Master Wato                  | 6 |
| Tiger Mask & Robbie Eagles                     | 6 |
| Roppongi 3K (Sho & Yoh)                        | 0 |
| Gedo & Dick Togo                               | 0 |

| Resultados            | Sho Yoh                    | Ishimori El Phantasmo      | Kanemaru El Desperado      | Gedo Togo                  | Taguchi Wato               | Tiger Eagles               |
| --------------------- | -------------------------- | -------------------------- | -------------------------- | -------------------------- | -------------------------- | -------------------------- |
| Sho Yoh               | —                          | Ishimori Phantasmo (15:56) | Kanemaru Desperado (21:52) | Doble Abandono             | Taguchi Wato (19:01)       | Tiger Eagles (14:24)       |
| Ishimori El Phantasmo | Ishimori Phantasmo (15:56) | —                          | Kanemaru Desperado (21:04) | Ishimori Phantasmo (12:57) | Ishimori Phantasmo (15:43) | Ishimori Phantasmo (16:22) |
| Kanemaru El Desperado | Kanemaru Desperado (21:52) | Kanemaru Desperado (21:04) | —                          | Kanemaru Desperado (18:56) | Kanemaru Desperado (13:52) | Tiger Eagles (15:45)       |
| Gedo Togo             | Doble Abandono             | Ishimori Phantasmo (12:57) | Kanemaru Desperado (18:56) | —                          | Taguchi Wato (Abandono)    | Tiger Eagles (11:56)       |
| Taguchi Wato          | Taguchi Wato (19:01)       | Ishimori Phantasmo (15:43) | Kanemaru Desperado (13:52) | Taguchi Wato (Abandono)    | —                          | Taguchi Wato (15:40)       |
| Tiger Eagles          | Tiger Eagles (14:24)       | Ishimori Phantasmo (16:22) | Tiger Eagles (15:45)       | Tiger Eagles (11:56)       | Taguchi Wato (15:40)       | —                          |

### 2022
El Super Jr. Tag League 2022 fue un torneo de lucha libre profesional que tuvo lugar del 21 de noviembre al 14 de diciembre, al mismo tiempo que el torneo World Tag League 2022, y sigue su mismo formato de un solo bloque de 10 equipos con los dos primeros equipos de la tabla de posiciones avanzando a una final.
| Chaos (Lio Rush & Yoh)                      | 14 |
| Bullet Club (Ace Austin & Chris Bey)        | 14 |
| Catch 2/2 (Francesco Akira & TJP)           | 12 |
| Alex Zayne & El Lindaman                    | 12 |
| Los Ingobernables de Japón (Bushi & Titán)  | 12 |
| Suzuki-gun (Douki & Yoshinobu Kanemaru)     | 8  |
| Wild Hips (Ryusuke Taguchi & Clark Connors) | 6  |
| Kevin Knight & Kushida                      | 4  |
| Flying Tiger (Tiger Mask & Robbie Eagles)   | 4  |
| House of Torture (Dick Togo & Sho)          | 4  |

| Resultados      | Taguchi Connors        | Knight Kushida         | Tiger Eagles           | Rush Yoh          | Zayne Lindaman         | Bushi Titán           | Akira TJP              | Douki Kanemaru         | Austin Bey             | Togo Sho               |
| --------------- | ---------------------- | ---------------------- | ---------------------- | ----------------- | ---------------------- | --------------------- | ---------------------- | ---------------------- | ---------------------- | ---------------------- |
| Taguchi Connors | —                      | Taguchi Connors (9:22) | Taguchi Connors (9:17) | Rush Yoh (11:28)  | Zayne Lindaman (10:41) | Bushi Titán (10:02)   | Akira TJP (11:47)      | Taguchi Connors (8:21) | Austin Bey (7:41)      | Togo Sho (13:03)       |
| Knight Kushida  | Taguchi Connors (9:22) | —                      | Knight Kushida (11:22) | Rush Yoh (9:43)   | Zayne Lindaman (9:53)  | Bushi Titán (7:57)    | Akira TJP (13:27)      | Douki Kanemaru (7:52)  | Austin Bey (10:16)     | Knight Kushida (9:34)  |
| Tiger Eagles    | Taguchi Connors (9:17) | Knight Kushida (11:22) | —                      | Rush Yoh (10:13)  | Zayne Lindaman (10:21) | Bushi Titán (11:11)   | Akira TJP (9:17)       | Tiger Eagles (8:38)    | Austin Bey (9:28)      | Tiger Eagles (9:58)    |
| Rush Yoh        | Rush Yoh (11:28)       | Rush Yoh (9:43)        | Rush Yoh (10:13)       | —                 | Rush Yoh (11:56)       | Rush Yoh (12:17)      | Akira TJP (19:06)      | Rush Yoh (10:04)       | Rush Yoh (15:01)       | Togo Sho (0:18)        |
| Zayne Lindaman  | Zayne Lindaman (10:41) | Zayne Lindaman (9:53)  | Zayne Lindaman (10:21) | Rush Yoh (11:56)  | —                      | Zayne Lindaman (9:28) | Akira TJP (18:56)      | Douki Kanemaru (10:10) | Zayne Lindaman (18:37) | Zayne Lindaman (6:15)  |
| Bushi Titán     | Bushi Titán (10:02)    | Bushi Titán (7:57)     | Bushi Titán (11:11)    | Rush Yoh (12:17)  | Zayne Lindaman (9:28)  | —                     | Bushi Titán (14:40)    | Bushi Titán (11:41)    | Austin Bey (13:27)     | Bushi Titán (11:56)    |
| Akira TJP       | Akira TJP (11:47)      | Akira TJP (13:27)      | Akira TJP (9:17)       | Akira TJP (19:06) | Akira TJP (18:56)      | Bushi Titán (14:40)   | —                      | Douki Kanemaru (18:40) | Austin Bey (14:51)     | Akira TJP (12:41)      |
| Douki Kanemaru  | Taguchi Connors (8:21) | Douki Kanemaru (7:52)  | Tiger Eagles (8:38)    | Rush Yoh (10:04)  | Douki Kanemaru (10:10) | Bushi Titán (11:41)   | Douki Kanemaru (18:40) | —                      | Austin Bey (11:10)     | Douki Kanemaru (12:16) |
| Austin Bey      | Austin Bey (7:41)      | Austin Bey (10:16)     | Austin Bey (9:28)      | Rush Yoh (15:01)  | Zayne Lindaman (18:37) | Austin Bey (13:27)    | Austin Bey (14:51)     | Austin Bey (11:10)     | —                      | Austin Bey (9:33)      |
| Togo Sho        | Togo Sho (13:03)       | Knight Kushida (9:34)  | Tiger Eagles (9:58)    | Togo Sho (0:18)   | Zayne Lindaman (6:15)  | Bushi Titán (11:56)   | Akira TJP (12:41)      | Douki Kanemaru (12:16) | Austin Bey (9:33)      | —                      |

|  | Final |                        |       |  |
|  |       |                        |       |  |
|  | 1     | Lio Rush & Yoh         | Pin   |  |
|  | 1     | Lio Rush & Yoh         | Pin   |  |
|  | 2     | Ace Austin & Chris Bey | 21:10 |  |
|  | 2     | Ace Austin & Chris Bey | 21:10 |  |

### 2023
El Super Jr. Tag League 2023 fue un torneo de lucha libre profesional que tuvo lugar del 21 de octubre al 4 de noviembre. Sigue el mismo formato del año anterior con un solo bloque de 10 equipos con los dos primeros equipos de la tabla de posiciones avanzando a una final en el evento Power Struggle.
| Catch 2/2 (Francesco Akira & TJP)                     | 12 |
| House of Torture (Yoshinobu Kanemaru & Sho)           | 12 |
| El Desperado & Master Wato                            | 12 |
| Bullet Club War Dogs (Clark Connors & Drilla Moloney) | 10 |
| Los Ingobernables de Japón (Bushi & Titán)            | 10 |
| Intergalactic Jet Setters Kevin Knight & Kushida      | 10 |
| Ichiban Sweet Boys (Robbie Eagles & Kosei Fujita)     | 8  |
| Yoh & Musashi                                         | 8  |
| Just 5 Guys (Douki & TAKA Michinoku)                  | 4  |
| Ryusuke Taguchi & The DKC                             | 4  |

| Resultados        | Yoh Musashi             | Knight Kushida         | Taguchi The DKC         | El Desperado Wato      | Douki Michinoku         | Bushi Titán             | Eagles Fujita          | Akira TJP               | Connors Moloney         | Kanemaru Sho          |
| ----------------- | ----------------------- | ---------------------- | ----------------------- | ---------------------- | ----------------------- | ----------------------- | ---------------------- | ----------------------- | ----------------------- | --------------------- |
| Yoh Musashi       | —                       | Knight Kushida (10:02) | Yoh Musashi (11:16)     | Yoh Musashi (12:07)    | Douki Michinoku (11:13) | Yoh Musashi (10:11)     | Eagles Fujita (12:11)  | Yoh Musashi (14:03)     | Connors Moloney (12:21) | Kanemaru Sho (10:28)  |
| Knight Kushida    | Knight Kushida (10:02)  | —                      | Knight Kushida (12:13)  | Desperado Wato (24:54) | Knight Kushida (10:15)  | Bushi Titán (10:43)     | Knight Kushida (10:50) | Akira TJP (10:35)       | Knight Kushida (12:50)  | Kanemaru Sho (10:43)  |
| Taguchi The DKC   | Yoh Musashi (11:16)     | Knight Kushida (12:13) | —                       | Desperado Wato (10:47) | Douki Michinoku (9:30)  | Taguchi DKC (8:26)      | Taguchi DKC (12:01)    | Akira TJP (12:39)       | Connors Moloney (10:33) | Kanemaru Sho (11:15)  |
| El Desperado Wato | Yoh Musashi (12:07)     | Desperado Wato (24:54) | Desperado Wato (10:47)  | —                      | Desperado Wato (13:20)  | Desperado Wato (17:53)  | Desperado Wato (16:37) | Akira TJP (21:47)       | Desperado Wato (17:51)  | Kanemaru Sho (19:20)  |
| Douki Michinoku   | Douki Michinoku (11:13) | Knight Kushida (10:15) | Douki Michinoku (9:30)  | Desperado Wato (13:20) | —                       | Bushi Titán (12:03)     | Eagles Fujita (11:02)  | Akira TJP (10:31)       | Connors Moloney (8:45)  | Kanemaru Sho (12:26)  |
| Bushi Titán       | Yoh Musashi (10:11)     | Bushi Titán (10:43)    | Taguchi DKC (8:26)      | Desperado Wato (17:53) | Bushi Titán (12:03)     | —                       | Bushi Titán (12:30)    | Bushi Titán (13:30)     | Connors Moloney (11:01) | Bushi Titán (13:54)   |
| Eagles Fujita     | Eagles Fujita (12:11)   | Knight Kushida (10:50) | Taguchi DKC (12:01)     | Desperado Wato (16:37) | Eagles Fujita (11:02)   | Bushi Titán (12:30)     | —                      | Akira TJP (11:50)       | Eagles Fujita (3:33)    | Eagles Fujita (11:27) |
| Akira TJP         | Yoh Musashi (14:03)     | Akira TJP (10:35)      | Akira TJP (12:39)       | Akira TJP (21:47)      | Akira TJP (10:31)       | Bushi Titán (13:30)     | Akira TJP (11:50)      | —                       | Connors Moloney (16:15) | Akira TJP (18:56)     |
| Connors Moloney   | Connors Moloney (12:21) | Knight Kushida (12:50) | Connors Moloney (10:33) | Desperado Wato (17:51) | Connors Moloney (8:45)  | Connors Moloney (11:01) | Eagles Fujita (3:33)   | Connors Moloney (16:15) | —                       | Kanemaru Sho (13:24)  |
| Kanemaru Sho      | Kanemaru Sho (10:28)    | Kanemaru Sho (10:43)   | Kanemaru Sho (11:15)    | Kanemaru Sho (19:20)   | Kanemaru Sho (12:26)    | Bushi Titán (13:54)     | Eagles Fujita (11:27)  | Akira TJP (18:56)       | Kanemaru Sho (13:24)    | —                     |

|  | Final |                          |       |  |
|  |       |                          |       |  |
|  | 1     | Francesco Akira & TJP    | Pin   |  |
|  | 1     | Francesco Akira & TJP    | Pin   |  |
|  | 2     | Yoshinobu Kanemaru & Sho | 16:40 |  |
|  | 2     | Yoshinobu Kanemaru & Sho | 16:40 |  |

### 2024
El Super Jr. Tag League 2024 fue un torneo de lucha libre profesional que tuvo lugar del 24 de octubre al 4 de noviembre. El formato de esta edición consistió en dos bloques de 6 equipos con los primeros equipos de la tabla de posiciones avanzando a una final en el evento Power Struggle.
| Bloque A                       | Bloque A | Bloque B                     | Bloque B |
| ------------------------------ | -------- | ---------------------------- | -------- |
| Robbie Eagles & Kosei Fujita   | 8        | Francesco Akira & TJP        | 6        |
| Clark Connors & Drilla Moloney | 6        | Kushida & Kevin Knight       | 6        |
| Sho & Yoshinobu Kanemaru       | 6        | Taiji Ishimori & Robbie X    | 6        |
| Ryusuke Taguchi & Dragon Dia   | 4        | The DKC & Ninja Mack         | 4        |
| Bushi & Hiromu Takahashi       | 4        | Yoh & Rocky Romero           | 4        |
| Tiger Mask & Capitán Suicida   | 2        | Paris De Silva & Jude London | 4        |

| Bloque A        | Connors Moloney         | Sho Kanemaru            | Eagles Fujita           | Bushi Takahashi         | Taguchi Dia           | Mask Suicida            |
| --------------- | ----------------------- | ----------------------- | ----------------------- | ----------------------- | --------------------- | ----------------------- |
| Connors Moloney | —                       | Connors Moloney (11:40) | Connors Moloney (21:46) | Bushi Takahashi (14:55) | Taguchi Dia (18:53)   | Connors Moloney (8:58)  |
| Sho Kanemaru    | Connors Moloney (11:40) | —                       | Eagles Fujita (16:17)   | Sho Kanemaru (12:51)    | Sho Kanemaru (10:08)  | Sho Kanemaru (9:50)     |
| Eagles Fujita   | Connors Moloney (21:46) | Eagles Fujita (16:17)   | —                       | Eagles Fujita (18:17)   | Eagles Fujita (15:40) | Eagles Fujita (11:15)   |
| Bushi Takahashi | Bushi Takahashi (14:55) | Sho Kanemaru (12:51)    | Eagles Fujita (18:17)   | —                       | Taguchi Dia (8:35)    | Bushi Takahashi (11:22) |
| Taguchi Dia     | Taguchi Dia (18:53)     | Sho Kanemaru (10:08)    | Eagles Fujita (15:40)   | Taguchi Dia (8:35)      | —                     | Mask Suicida (9:28)     |
| Mask Suicida    | Connors Moloney (8:58)  | Sho Kanemaru (9:50)     | Eagles Fujita (11:15)   | Bushi Takahashi (11:22) | Mask Suicida (9:28)   | —                       |
| Bloque B        | Kushida Knight          | Akira TJP               | Yoh Romero              | DKC Mack                | Ishimori X            | De Silva London         |
| Kushida Knight  | —                       | Akira TJP (15:26)       | Kushida Knight (17:06)  | Kushida Knight (9:50)   | Kushida Knight (8:57) | De Silva London (10:52) |
| Akira TJP       | Akira TJP (15:26)       | —                       | Yoh Romero (24:37)      | Akira TJP (15:03)       | Akira TJP (16:02)     | De Silva London (12:55) |
| Yoh Romero      | Kushida Knight (17:06)  | Yoh Romero (24:37)      | —                       | DKC Mack (15:52)        | Ishimori X (16:47)    | Yoh Romero (10:30)      |
| DKC Mack        | Kushida Knight (9:50)   | Akira TJP (15:03)       | DKC Mack (15:52)        | —                       | Ishimori X (14:20)    | DKC Mack (11:07)        |
| Ishimori X      | Kushida Knight (8:57)   | Akira TJP (16:02)       | Ishimori X (16:47)      | Ishimori X (14:20)      | —                     | Ishimori X (9:06)       |
| De Silva London | De Silva London (10:52) | De Silva London (12:55) | Yoh Romero (10:30)      | DKC Mack (11:07)        | Ishimori X (9:06)     | —                       |

|  | Final |                              |       |  |
|  |       |                              |       |  |
|  | A     | Robbie Eagles & Kosei Fujita | Pin   |  |
|  | A     | Robbie Eagles & Kosei Fujita | Pin   |  |
|  | B     | Francesco Akira & TJP        | 15:20 |  |
|  | B     | Francesco Akira & TJP        | 15:20 |  |